# Tribunal Marítimo
O Tribunal Marítimo é um órgão autônomo, com jurisdição em todo o território nacional, auxiliar do Poder Judiciário, vinculado ao Comando da Marinha, que tem como atribuições julgar os acidentes e fatos da navegação marítima, fluvial e lacustre, bem como manter o registro geral de embarcações e armadores.

## História
No início da década de 1930, o crescente aumento de acidentes da navegação em águas brasileiras evidenciava a necessidade de se criar no Brasil um órgão técnico, para avaliação das causas e circunstâncias dos acidentes de embarcações nacionais – onde quer que estejam – e estrangeiras, quando em águas jurisdicionais brasileiras, de maneira não ficar à mercê das decisões dos tribunais marítimos estrangeiros. Havia, portanto, uma questão de soberania em pauta.

Na verdade, o fato de maior peso para a criação de um Tribunal Marítimo Administrativo foi o incidente ocorrido no fim da tarde do dia 24 de outubro de 1930. O comandante do Navio alemão “BADEN”, em escala no Rio de Janeiro, decidiu prosseguir viagem para o sul, sem autorização para sair da baía da Guanabara. Ignorando os avisos dados pela Fortaleza de Santa Cruz, continuou sua navegação para fora da barra. Foi quando o Forte de Vigia, localizado no Leme, recebeu ordem para abrir fogo sobre o Navio, forçando o seu retorno ao porto. O caso foi julgado pelo Tribunal Marítimo da Alemanha, que concluiu pela precipitação do Comandante do navio, bem como pela negligência de nossas fortalezas que bombardearam o “BADEN”.

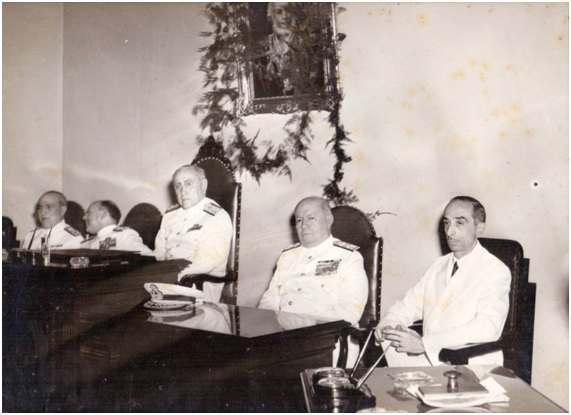
Sessão Plenária ocorrida na Presidência do Almirante Gustavo Goulart (1945 a 1953). Da direita para a esquerda: Dr. José Maria Neiva e os Almirantes Gustavo Goulart, Renato de Almeida Guillobel e Dodsworth Martins

No Brasil, houve apenas um inquérito administrativo. O caso rendeu muitos comentários nos principais jornais da capital, além de grande repercussão internacional. Este fato corroborou ainda mais para criação de um órgão especializado, de modo a não ficarmos a mercê das decisões de órgãos estrangeiros.
Em 21 de dezembro de 1931, por meio do Decreto nº 20.829, criava-se a Diretoria de Marinha Mercante, subordinada diretamente ao Ministério da Marinha. Da mesma forma, em seu art. 5º, foram criados os tribunais marítimos administrativos, subordinados a essa nova Diretoria.
A ideia da criação de tribunais marítimos brasileiros, com competência adstrita a determinada circunscrição marítima, foi influenciada pela organização alemã, que, desde 1877, possui tribunais regionais e um Supremo Tribunal Marítimo, situado em Berlim.
Entretanto, o mencionado Decreto autorizou apenas a implementação e o funcionamento do Tribunal Marítimo Administrativo do Distrito Federal, enquanto as necessidades do serviço e os interesses da navegação não demonstrassem a conveniência da divisão do território nacional em circunscrições marítimas. Com a finalidade de regulamentar a Diretoria recém-criada, foi formada uma comissão para a ativação do Tribunal Marítimo Administrativo do Distrito Federal, incluindo uma subcomissão específica para a elaboração de seu regulamento.
Posteriormente, em julho de 1933, o Decreto nº 22.900, desvincula o Tribunal da Diretoria da Marinha Mercante, passando a ser diretamente subordinado ao Ministro da Marinha. Um ano mais tarde, o Decreto nº 24.585, de 5 de julho de 1934, aprova o Regulamento do Tribunal Marítimo Administrativo, data considerada como a de criação do Tribunal e na qual se comemora o seu aniversário. Nesse Regulamento, abandona-se a ideia de divisão do território nacional em circunscrições marítimas, sendo confirmada a existência de apenas um Tribunal Marítimo, com sede, na então, capital federal, Rio de Janeiro.
O Colegiado da Corte Marítima foi inicialmente composto por um Juiz-Presidente e cinco Juízes, sendo o Contra-Almirante Adalberto Nunes seu primeiro Presidente, permanecendo no cargo até 17 de julho de 1935.
O Tribunal Marítimo Administrativo reuniu-se pela primeira vez, em sessão preparatória, no dia 20 de fevereiro de 1935. E três dias depois, foi realizada a sessão solene de sua instalação, no salão das sessões do Conselho do Almirantado. A partir de então, o Tribunal começou a desenvolver suas atividades.

### Histórico do Prédio do Tribunal Marítimo

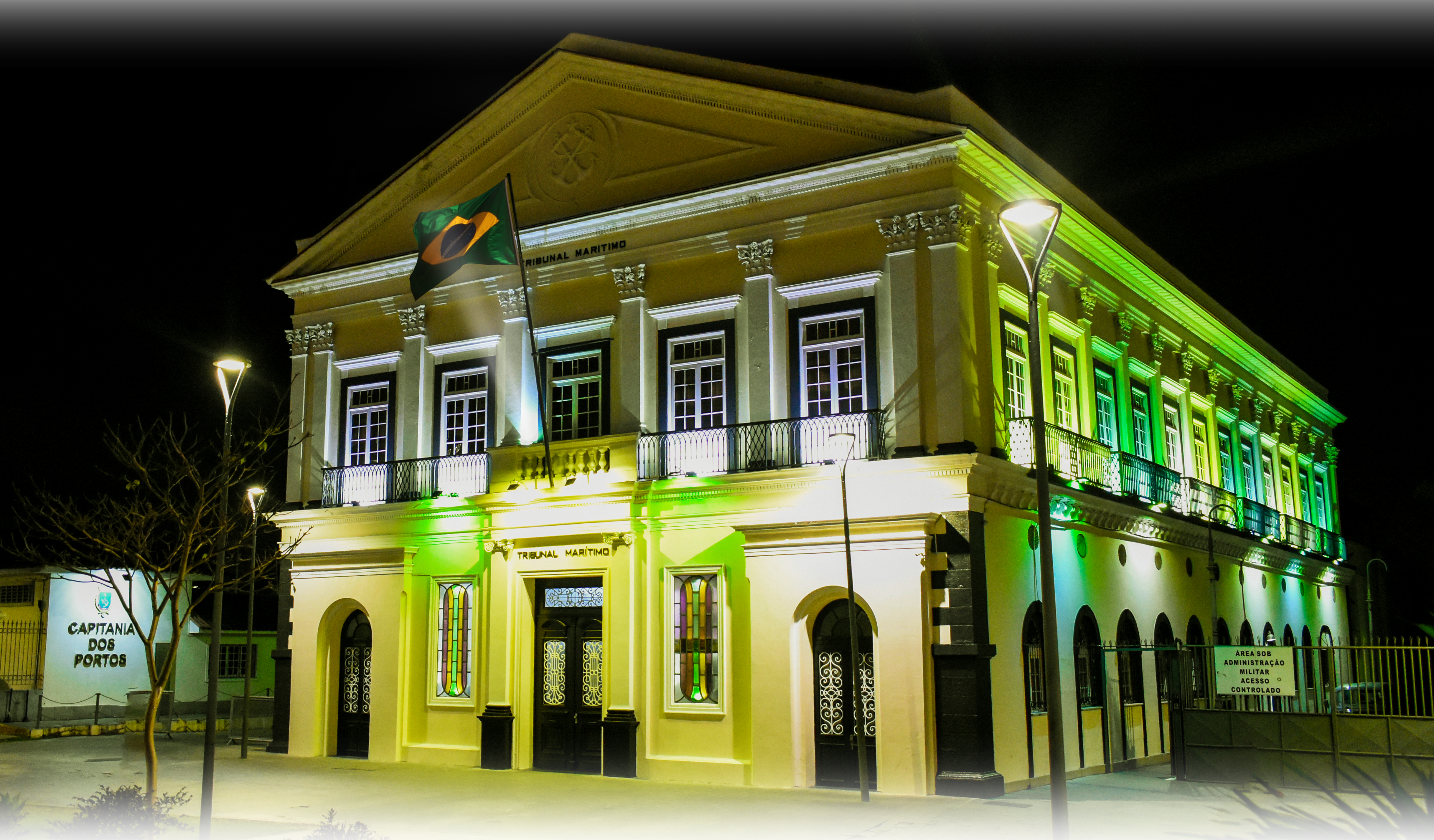
Fachada do Tribunal Marítimo - Visão noturna

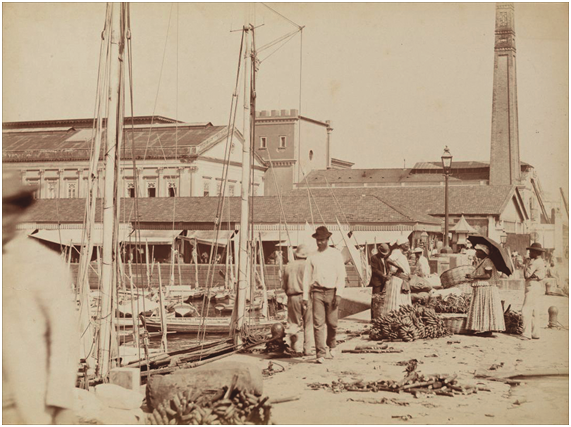
Cais Pharoux e Mercado da Praia do Peixe, ao fundo o prédio do Tribunal Marítimo no final do século XIX

O prédio que atualmente abriga a sede do Tribunal Marítimo pertencia, inicialmente, a José Maxwell e filhos que em 1851 solicitaram licença para construção de um trapiche; uma vez construído, alugaram-no à firma Wilson Sons & Cia por mais de 35 anos, constituindo-se no último locatário a ocupar o imóvel antes da compra pelo Governo Federal.
Através de escrituras de compra e venda lavradas em 1877, 1879 e 1889, os herdeiros da família Maxwell Rudge venderam o imóvel de forma fracionada à Fazenda Nacional, que à época constituía-se num prédio de dois pavimentos com uma área de 697,20 m² e localizado na Praça Sérvulo Dourado nº 2. De 17 de maio de 1894 ao ano de 1915, o andar térreo abrigou o armazém nº 15 da Alfândega e ainda naquele período, parte da mesma edificação dividia o espaço com a Mesa de Rendas da Província do Rio de Janeiro.
A partir de 1915 aquelas instalações passaram a abrigar o Lloyde Brasileiro que lá permaneceu até 1921, motivado pela transferência da Comissão de Liquidação de Contas do Lloyd. O ano de 1921 marcaria a posse do prédio pelo Ministério da Marinha, que logo no ano seguinte contrataria os serviços do engenheiro Américo Brasil Donnici, para realizar obras de restauração e adaptação. Em 1922, a então Inspetoria de Portos e Costas, depois Diretoria de Portos e Costas, lá instalou-se com suas organizações subordinadas ou vinculadas como: Capitania dos Portos do Rio de Janeiro, Reserva Naval, Diretoria de Pesca (com o Museu da Pesca ocupando um salão do prédio), Confederação Geral dos Pescadores e Crédito Marítimo. Durante o ano de 1925, esteve instalada no imóvel a Sociedade Brasileira de Piscicultura e Oceanografia.
O Decreto nº 20.829 de 21 de dezembro de 1931 ao criar a Diretoria de Marinha Mercante, em substituição a Diretoria de Portos e Costas, determinou em seu art. 5º a criação dos chamados Tribunais Marítimos Administrativos, que ficariam subordinados àquela Diretoria. Nunca, porém, foram ativados outros Tribunais no Brasil, sendo que a legislação atual prevê somente a existência de um único Tribunal Marítimo. Com a transferência do controle da Pesca para o Ministério da Agricultura, no ano de 1934, as organizações ligadas àquela atividade deixaram o prédio e naquele ano se instalava o primeiro Tribunal Marítimo ativado, no Distrito Federal (Rio de Janeiro).
Em 1941 foi construída uma Casa Forte para o Tribunal Marítimo, destinada a guarda do arquivo de processos e documentações diversas. A Capitania dos Portos do Distrito Federal e Estado do Rio de Janeiro transferiu-se das instalações da Praça Sérvulo Dourado, nº 2, no decorrer de 1947, que foram reformadas para melhor atender ao funcionamento do Tribunal Marítimo do Distrito Federal. Em decorrência de modificações urbanas no Centro da cidade do Rio de Janeiro, o endereço do Tribunal Marítimo passou a ser considerado como Av. Alfred Agache s/nº.
Entre os anos de 1983 e 1985 ocorreu uma grande obra de ampliação, num total de 500 m², quando foram construídas, inicialmente, duas lajes. Uma delas hoje abriga o lado esquerdo do 2º andar e a outra, que atualmente constitui o 4º andar. A citada obra, que aumentou consideravelmente o espaço útil do Tribunal Marítimo, foi concluída com a instalação de um elevador auxiliar, atendendo à nova configuração do prédio, atualmente com 4 andares.

## Atribuições

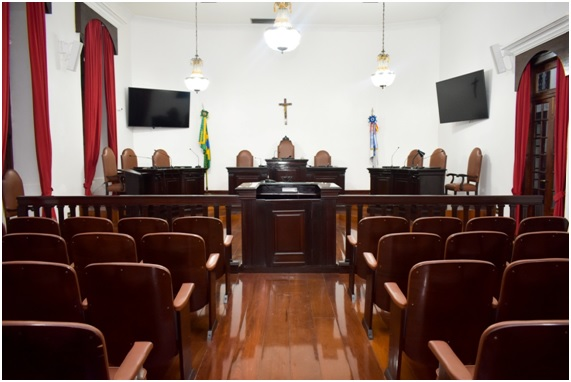
Sala do Plenário do Tribunal Marítimo.

O Tribunal Marítimo, conforme preceitua o artigo 1°, da Lei nº 2.180, de 5 de fevereiro de 1954, é um Órgão Autônomo, com jurisdição em todo o território nacional, auxiliar do Poder Judiciário, vinculado ao Comando da Marinha, tem como atribuições as previstas no artigo 13 desta mesma Lei, a saber:
I - julgar os acidentes e fatos da navegação:
a) definindo-lhes a natureza e determinando-lhes as causas, circunstâncias e extensão;
b) indicando os responsáveis e aplicando-lhes as penas estabelecidas nesta lei; e
c) propondo medidas preventivas e de segurança da navegação.
II - manter o registro geral:
a) da propriedade naval;
b) da hipoteca naval e demais ônus sobre embarcações brasileiras; e
c) dos armadores de navios brasileiros.
Além das atribuições mencionadas acima, outra importante atividade cartorária é o Registro Especial Brasileiro (REB), instituído por intermédio da Lei n° 9.432, de 8 de janeiro de 1997, constituindo-se em uma medida de apoio e estimulo à Marinha Mercante nacional e a Indústria Naval Brasileira.

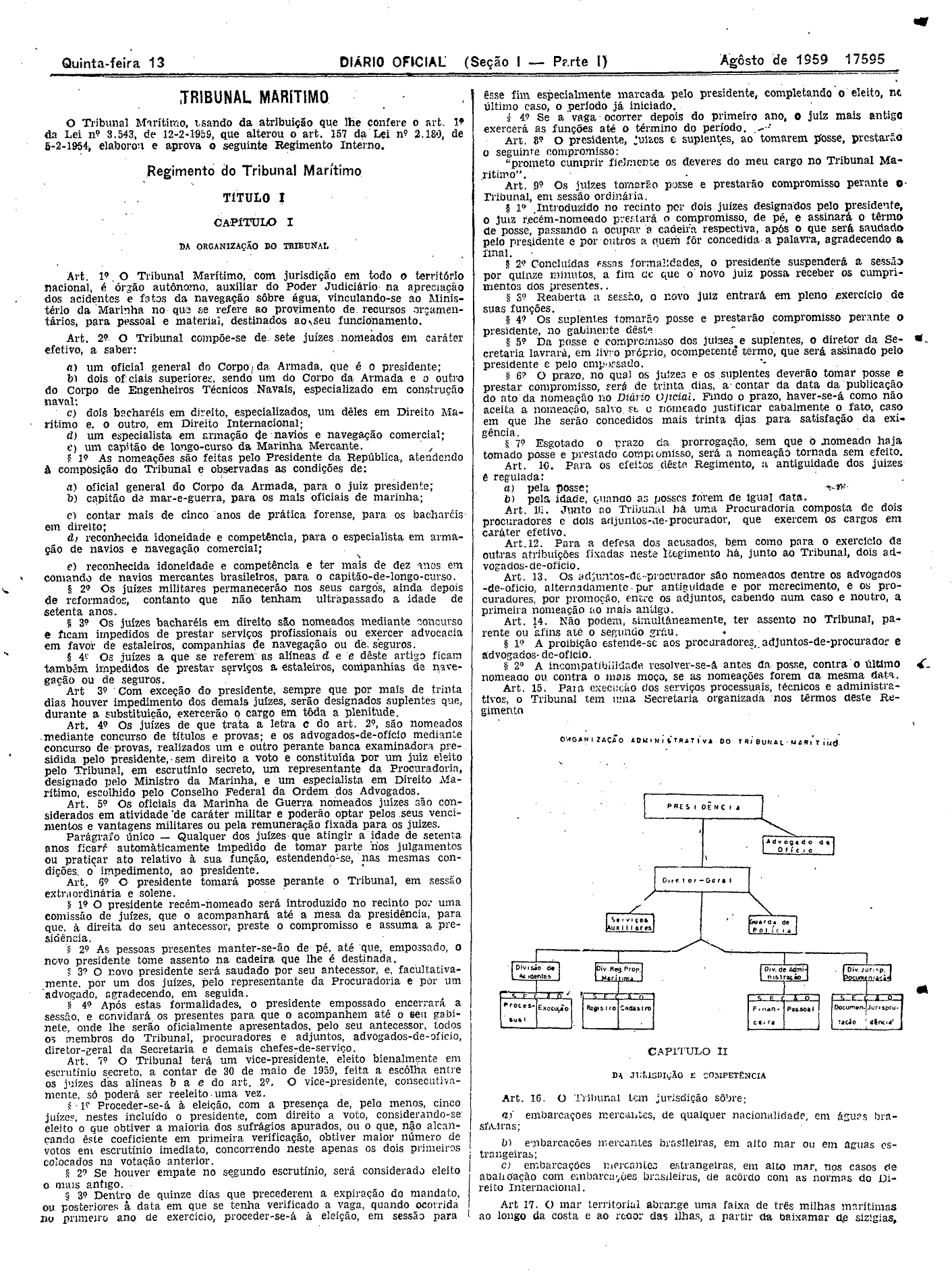
Diário Oficial (Seção I - Parte I) 13 de Agosto de 1959

### Regimento Interno
É no regimento que estão as regras do reger os trâmites dos ritos processuais jurídicos e a administração interna da corte do Mar do Brasil.

### Composição

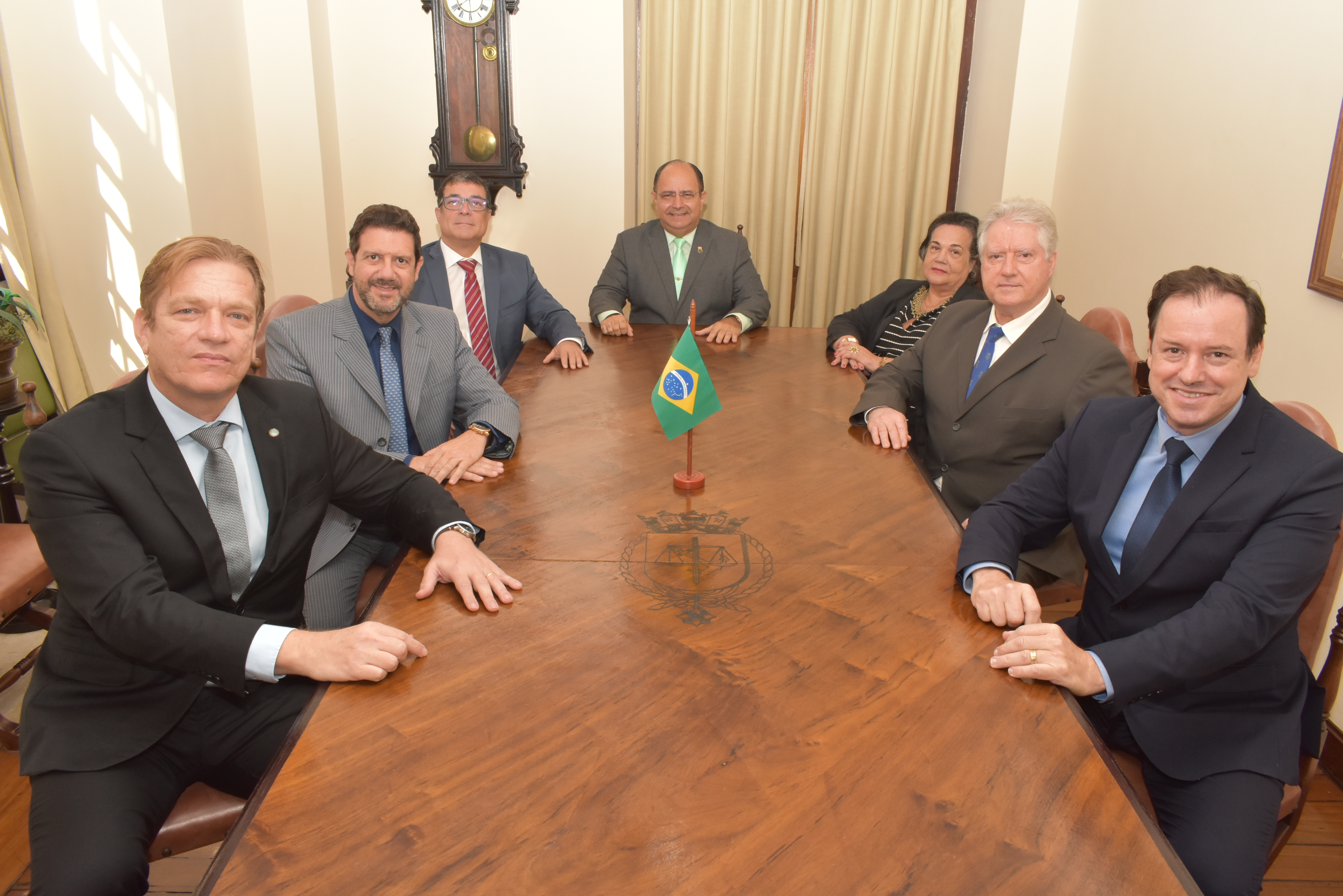
Juízes do Tribunal Marítimo

Ao longo de sua história, a competência do Tribunal Marítimo acompanhou a mudança do cenário mundial e, também, de compromissos internacionais firmados pelo Brasil, na qualidade de Estado signatário de muitas convenções e regulamentos na área marítima. Desta maneira, houve por bem modificar sua estrutura organizacional, passando o colegiado a ser composto por sete juízes, com as seguintes qualificações previstas em Lei:
- um Presidente, Oficial-General do Corpo da Armada da ativa ou na inatividade;
- dois Juízes Militares, Capitão de Mar e Guerra ou Capitão de Fragata - um  do  Corpo da   Armada   e outro   do  Corpo de Engenheiros e Técnicos Navais, subespecializado em máquinas ou casco; e
- quatro Juízes Civis, sendo dois bacharéis em Direito - um especializado em Direito Marítimo e o outro em Direito Internacional Público; um especialista em armação de navios e navegação comercial; e um Capitão de Longo Curso da Marinha Mercante.
Nota-se que ante as qualificações mencionadas, o colegiado foi composto de forma a abranger todas as áreas do conhecimento imprescindíveis à análise das circunstâncias que envolvem os fatos e acidentes da navegação.
Como consequência, as decisões do Tribunal tem valor probatório e se presumem certas, no que diz respeito à matéria técnica, atribuindo uma importância aos acórdãos prolatados, haja vista a especificidade da matéria tratada e a expertise do colegiado. Com isto, produz uma doutrina de prevenção de acidentes de navegação baseada nos casos julgados que subsidia a legislação, contribuindo, de forma contundente, para a segurança da navegação em águas territoriais e interiores brasileiras.
Atuais juízes do Tribunal Marítimo:
| Juiz                                                              | Data de nomeação | Posto / Especialidade                                                                    |
| ----------------------------------------------------------------- | ---------------- | ---------------------------------------------------------------------------------------- |
| Juiz Presidente Vice-Almirante (RM1) WILSON PEREIRA DE LIMA FILHO | 31/07/2018       | Oficial-General do Corpo da Armada                                                       |
| Maria Cristina de Oliveira Padilha                                | 01/08/1988       | Especialista em Armação de Navios e Navegação Comercial                                  |
| Marcelo David Gonçalves                                           | 01/09/1994       | Especialista em Direito internacional público                                            |
| Fernando Alves Ladeiras                                           | 02/02/2004       | Capitão de Longo Curso                                                                   |
| Vice-Presidente Nelson Cavalcante e Silva Filho                   | 22/12/2010       | Especialista em Direito Marítimo                                                         |
| Julio Cesar Silva Neves                                           | 01/04/2021       | Capitão de Fragata do Corpo de Engenheiros Navais, subespecializado em máquinas ou casco |
| Attila Halan Coury                                                | 10/03/2020       | Capitão de Mar e Guerra do Corpo da Armada                                               |

### Secretaria-Geral
A Secretaria-Geral, subordinada diretamente ao Juiz-Presidente, tem como atribuições a supervisão das atividades processuais referentes aos processos e serviços decorrentes de acidentes e fatos da navegação, promovendo os atos necessários ao trâmite processual e mantendo atualizado o sistema de controle de Processos Judiciários (SGEPJ). O acompanhamento das fases dos Processos poderá ser realizado por meio de acesso ao sitio eletrônico do Tribunal Marítimo ou pelo terminal físico, localizado na sala de espera, ao lado da portaria do Tribunal Marítimo.        

### Divisão de Registros
A Divisão de Registro estabelece procedimentos padronizados para a execução dos serviços cartoriais de registros e transferências de propriedades marítimas das embarcações, dos registros de armadores; das averbações de ônus; dos registros no REB, bem como renovações, cancelamentos e averbações em geral, dentre outras. A Portaria nº 6/TM, de 10 de abril de 2015, aprova os modelos de Requerimentos e o Rol de documentos necessários para registros, averbações, emissão de certidões e 2ª via de documentos no Tribunal Marítimo.

### Biblioteca Almirante Adalberto Nunes
A Biblioteca do Tribunal Marítimo leva o nome de Almirante Adalberto Nunes em homenagem ao primeiro presidente do Tribunal Marítimo. Com o propósito de incentivar e facilitar o acesso e a disseminação de conhecimento na área do Direito Marítimo, a Biblioteca mantém um acervo sobre legislação, doutrina e jurisprudência, com obras clássicas voltadas a sua área de atuação e áreas correlatas a Ciência do Direito, e também em assuntos como: transporte aquaviário, navegação, portos, meio ambiente, relações internacionais, política internacional, história naval, etc. Além disso, promove a disseminação da mentalidade marítima, por intermédio da organização de eventos, que fomentam e divulgam o Direito Marítimo em nosso país.

### Diário Eletrônico do Tribunal Marítimo
O Diário Eletrônico do Tribunal Marítimo (e-DTM) é o veículo oficial de publicação das atividades processuais referentes aos processos e serviços decorrentes de acidentes e fatos da navegação e dos atos relativos aos registros e averbações realizados pela Divisão de Registros. O e-DTM é disponibilizado diariamente no sitio eletrônico do Tribunal Marítimo, de segunda-feira a sexta-feira, exceto nos dias considerados feriados nacionais ou quando for suspenso o prazo processual.

## Heráldica
O Aviso nº 0680, de 14 de junho de 1974, do Chefe do Estado-Maior da Armada, aprova o Distintivo do Tribunal Marítimo.

#### DESCRIÇÃO
Num escudo boleado, encimado pela coroa naval e envolto por uma elipse feita de um cabo de ouro terminado em nó direito, em campo de azul, uma balança de ouro, suspensa de uma espada de lâmina de prata e cabo de ouro, em pala e apontada para baixo, brocante sobre uma âncora de prata disposta em banda. Pendente do distintivo, a insígnia da Ordem do Mérito Naval.

#### EXPLICAÇÃO
A balança suspensa da espada, referindo-se à justiça, alude ao Tribunal em apreço, cujas atribuições precípuas dizem respeito à Marinha, lembrada pelo azul do campo, seu esmalte clássico e pela âncora. A insígnia pendente do distintivo foi a este anexada em decorrência do decreto do Presidente da República de 8 de junho de 2012.